# Wielki napad na pociąg
Wielki napad na pociąg – brytyjski kryminał z 1979 roku w reżyserii Michaela Crichtona, na podstawie jego powieści Wielki skok na pociąg. Film oparty na faktach.

## Główne role
- Sean Connery – Edward Pierce
- Donald Sutherland – Robert Agar
- Lesley-Anne Down – Miriam
- Alan Webb – Edgar Trent
- Malcolm Terris – Henry Fowler
- Robert Lang – inspektor Sharp
- Michael Elphick – Burgess
- Wayne Sleep – "Czysty Willy" Williams
- Pamela Salem – Emily Trent
- Gabrielle Lloyd – Elizabeth Trent
- George Downing – Barlow
- James Cossins – inspektor Harranby
- John Bett – McPherson

## Fabuła
Londyn, rok 1850. Edward Pierce – bogaty przedsiębiorca – w rzeczywistości jest jednym z najlepszych włamywaczy brytyjskiego półświatka. Postanawia dokonać zuchwałego napadu na pociąg jadący trasą Londyn – Folkestone, w którym przywożone jest złoto w sztabach. Pomagają mu w tym Robert Agar, irlandzki kasiarz oraz jego kochanka Miriam. Kiedy wydaje się, że wszystko jest gotowe, w dzień napadu zostaje zmieniony system ochrony pociągu.